# Le Chat, la Belette et le Petit Lapin
Le Chat, la Belette et le Petit Lapin est la quinzième fable du livre VII de Jean de La Fontaine situé dans le second recueil des Fables de La Fontaine, édité pour la première fois en 1678.
La source de ce texte est la fable de Pilpay D'un chat et d'une perdrix.

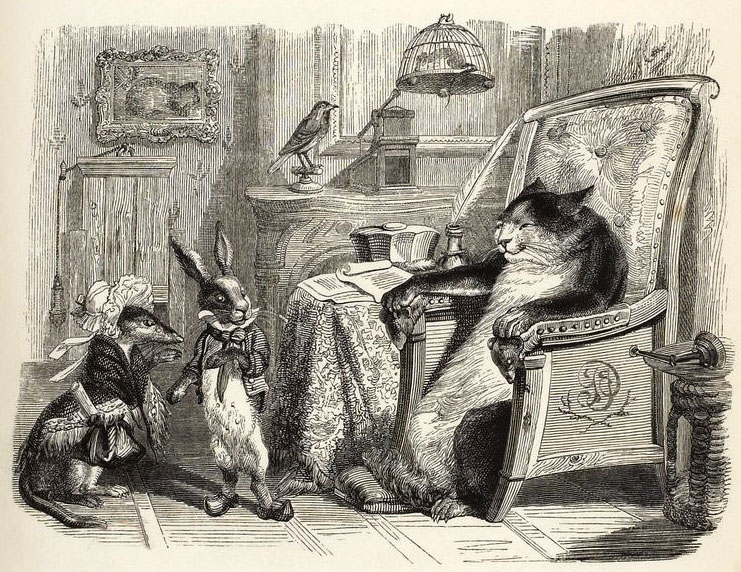
Dessin de Grandville (1838-1840).

## Texte de la fable
Du palais d’un jeune Lapin

Dame Belette un beau matin

S'empara ; c’est une rusée.

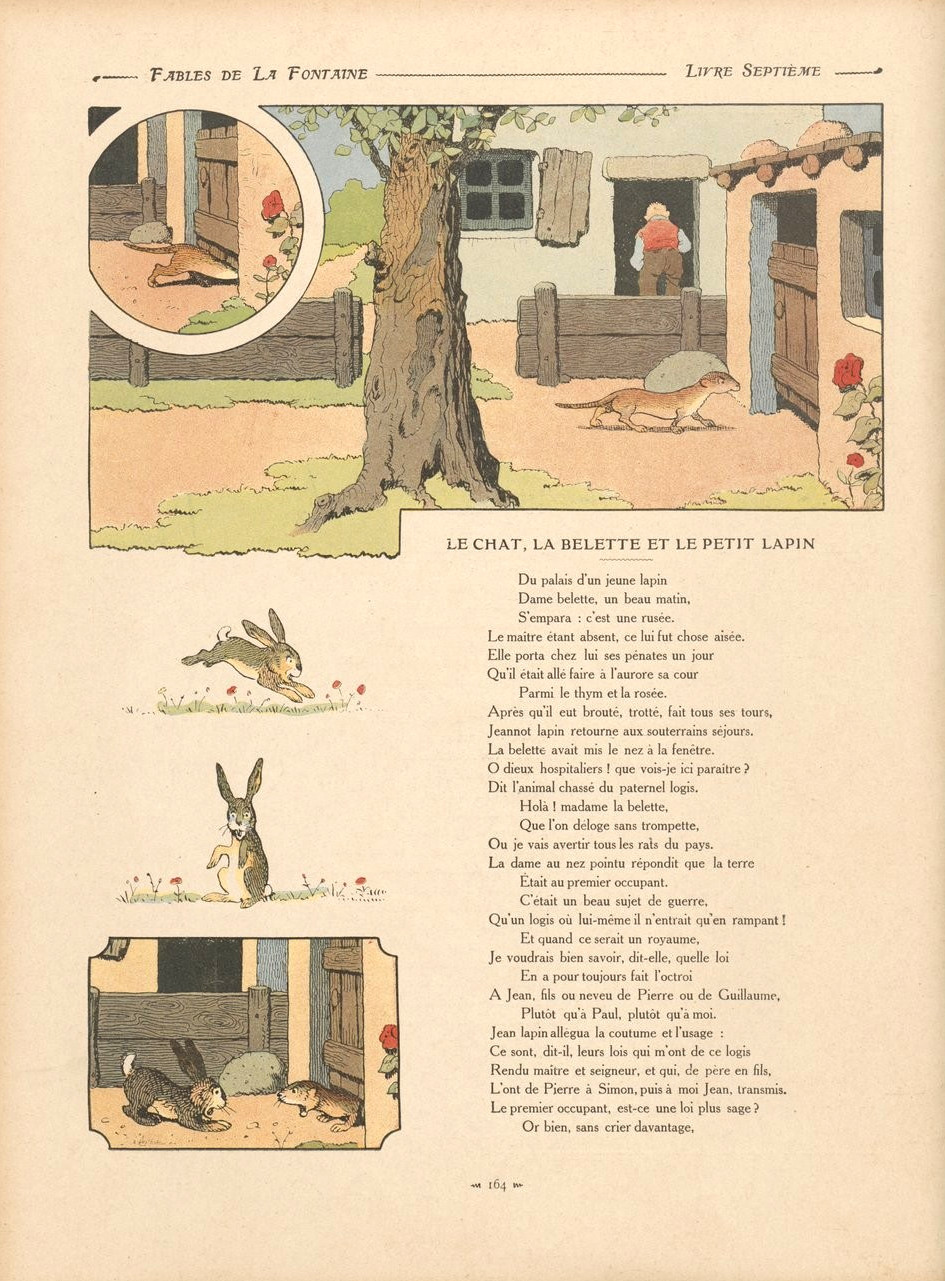
Illustration de Benjamin Rabier (début) (1906)

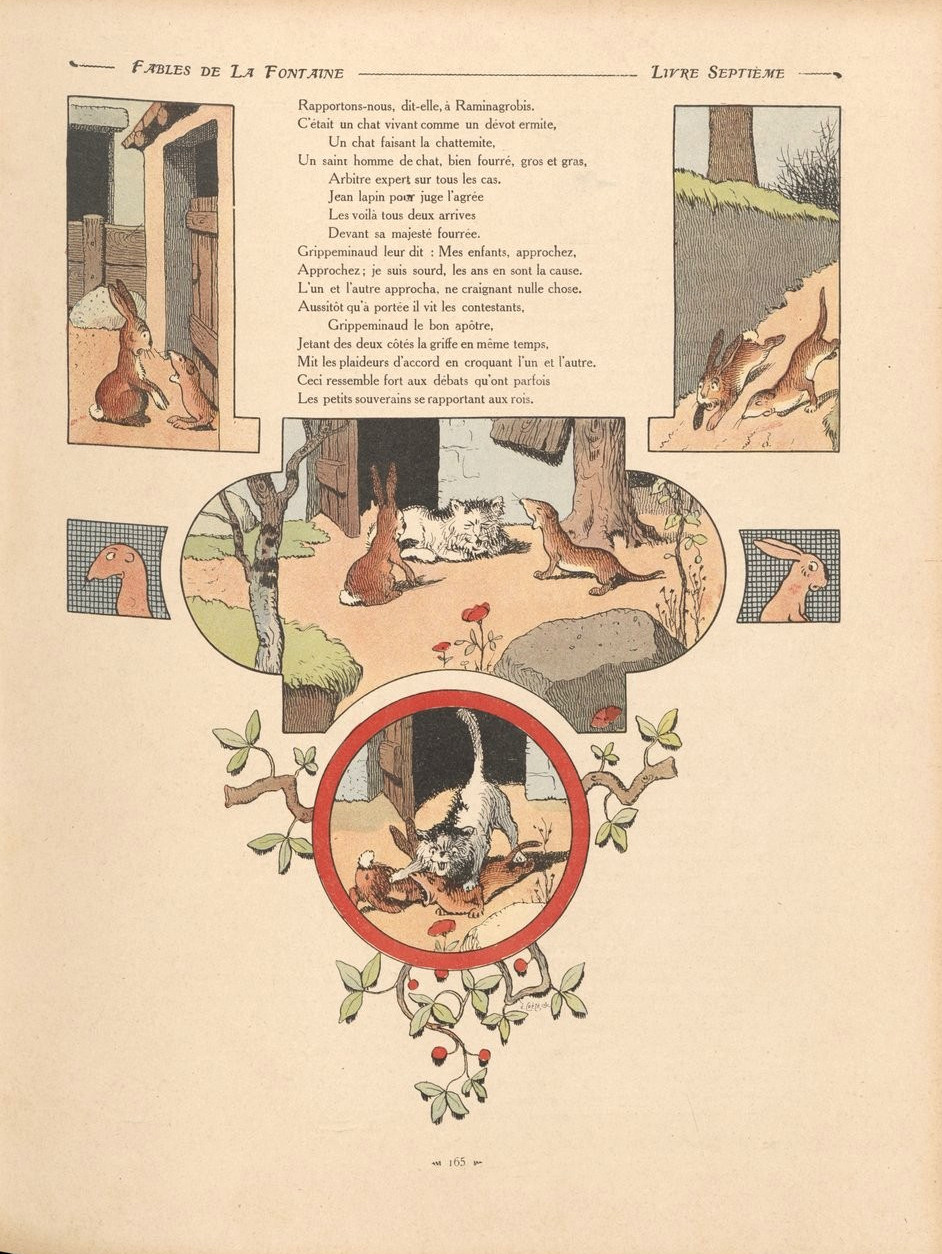
Illustration de Benjamin Rabier (fin) (1906)

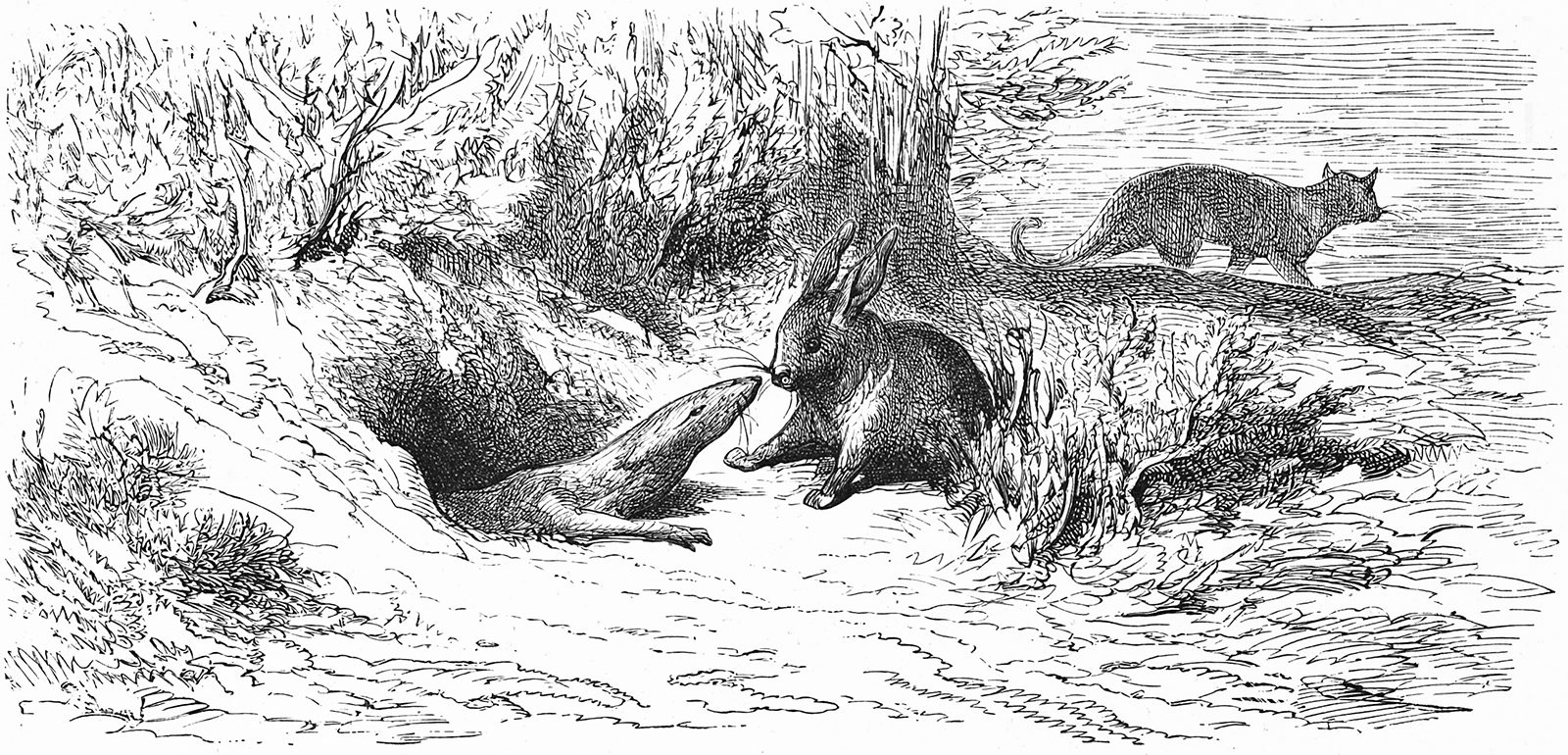
Gravure de Gustave Doré (1876)

Le Maître étant absent, ce lui fut chose aisée.

Elle porta chez lui ses pénates un jour

Qu’il était allé faire à l’Aurore sa cour

Parmi le thym et la rosée.

Après qu’il eut brouté, trotté, fait tous ses tours,

Janot Lapin retourne aux souterrains séjours.

La Belette avait mis le nez à la fenêtre.

Ô Dieux hospitaliers, que vois-je ici paraître ?

Dit l’animal chassé du paternel logis :

Ô là, Madame la Belette,

Que l’on déloge sans trompette,

Ou je vais avertir tous les rats du pays.

La Dame au nez pointu répondit que la terre

Était au premier occupant.

C’était un beau sujet de guerre

Qu’un logis où lui-même il n’entrait qu'en rampant.

Et quand ce serait un royaume

Je voudrais bien savoir, dit-elle, quelle loi

En a pour toujours fait l’octroi

À Jean fils ou neveu de Pierre ou de Guillaume,

Plutôt qu’à Paul, plutôt qu’à moi.

Jean Lapin allégua la coutume et l’usage.

Ce sont, dit-il, leurs lois qui m’ont de ce logis

Rendu maître et seigneur, et qui de père en fils,

L’ont de Pierre à Simon, puis à moi Jean transmis.

Le premier occupant est-ce une loi plus sage ?

Or bien sans crier davantage,

Rapportons-nous, dit-elle, à Raminagrobis.

C’était un Chat vivant comme un dévot ermite,

Un Chat faisant la chattemite,

Un saint homme de Chat, bien fourré, gros et gras,

Arbitre expert sur tous les cas.

Jean Lapin pour juge l'agrée.

Les voilà tous deux arrivés

Devant sa Majesté fourrée.

Grippeminaud leur dit : Mes enfants, approchez,

Approchez, je suis sourd, les ans en sont la cause.

L’un et l'autre approcha ne craignant nulle chose.

Aussitôt qu’à portée il vit les contestants,

Grippeminaud le bon apôtre

Jetant des deux côtés la griffe en même temps,

Mit les plaideurs d'accord en croquant l’un et l’autre.

Ceci ressemble fort aux débats qu’ont parfois

Les petits Souverains se rapportant aux Rois.
— Jean de La Fontaine, Fables de La Fontaine, Le Chat, la Belette et le Petit Lapin, texte établi par Jean-Pierre Collinet, Fables, contes et nouvelles, Gallimard, « Bibliothèque de la Pléiade », 1991, p. 279